# آيت عيسىويشو (تيقاجوين - آيت حنيني)
آيت عيسىى وإيشو هو فخد من الأفخاد السبع لمشيخة تيقاجوين - آيت حنيني ، تضم المشيخة عدة دواوير أكبرها ومركزها تيقاجوين. يقدر عدد سكانه بـ 157 نسمة حسب الإحصاء الرسمي للسكان والسكنى لسنة 2004.يقع بجماعة سيدي يحيى أو يوسف، إقليم ميدلت، جهة درعة تافيلالت في المملكة المغربية.

## وصلات خارجية
- البوابة الوطنية للجماعات الترابية
- المندوبية السامية للتخطيط